# Nosferatu: Az éjszaka fantomja
A Nosferatu: Az éjszaka fantomja (eredeti cím: Nosferatu: Phantom der Nacht, angol címe: Nosferatu the Vampyre) a német filmrendező Werner Herzog 1978-ban készült filmje, melyet 1979-ben mutattak be. Fő szerepeit Klaus Kinski, Isabelle Adjani és Bruno Ganz játszották. A film F. W. Murnau 1922-es Nosferatu című filmjének újrafeldolgozott változata.
Kis költségvetéssel, német és angol nyelvű változatban készült és sikert aratott a kritikusok között. Klaus Kinski alakítása újrateremtette az eredeti változatban Max Schreck által megformált patkányszerű teremtményt. Herzog változata ugyanakkor kiemelte a vámpír tragikus magányosságát, ennek pátoszát és a járványt, amely mögötte járt.

## Szereplők
| Színész          | Szerep                  | Magyar hang   | Magyar hang         |
| Színész          | Szerep                  | 1. szinkron   | 2. szinkron         |
| ---------------- | ----------------------- | ------------- | ------------------- |
| Klaus Kinski     | Drakula gróf            | Helyey László | Szakácsi Sándor     |
| Isabelle Adjani  | Lucy Harker             | Tóth Ildikó   | Balázs Ági          |
| Bruno Ganz       | Jonathan Harker         | Kőszegi Ákos  | Czvetkó Sándor      |
| Roland Topor     | Renfield                |               | Kálloy Molnár Péter |
| Walter Ladengast | Dr. Abraham Van Helsing |               | Dobránszky Zoltán   |
| Dan van Husen    | börtönigazgató          |               |                     |

## Díjak, jelölések
- Berlini Nemzetközi Filmfesztivál (1979)
  - díj: Ezüst Medve – Henning von Gierke
  - jelölés: Arany Medve – Werner Herzog
- Cartagena-i Filmfesztivál (1980)
  - díj: Arany Pelikán (legjobb színész) – Klaus Kinski
- Német Film-díj (1979)
  - díj: legjobb színész – Klaus Kinski
- Sant Jordi Awards (1980)
  - díj: legjobb külföldi színész – Klaus Kinski
- Academy of Science Fiction, Fantasy & Horror Films (1980)
  - díj: Szaturnusz-díj – legjobb film
  - díj: Szaturnusz-díj – legjobb kosztüm – Gisela Storch